# La Cumbre (szczyt)
La Cumbre – szczyt o wysokości 1215 m n.p.m. w górach Santa Ynez, w okolicach miasta Santa Barbara, w stanie Kalifornia, USA. Droga prowadząca na szczyt jest często wykorzystywana do treningu przez biegaczy i rowerzystów.